# Gaby Dlugi-Winterberg
Gabriele „Gaby“ Dlugi-Winterberg (* 4. Dezember 1948 in Wuppertal als Gabriele Winterberg; † 19. September 2014 in Remscheid) war eine deutsche Fußballspielerin.

## Karriere

### Vereine
Dlugi-Winterberg spielte von 1970 bis 1976 für den BV 08 Lüttringhausen, bevor sie nach Bergisch Gladbach gelangte und fortan – bis 1986 – für die SSG 09 Bergisch Gladbach als Abwehrspielerin aktiv wurde. Während ihrer Vereinszugehörigkeit gewann sie siebenmal die Deutsche Meisterschaft, wobei sie im 1983er-Finale, beim 6:0-Sieg über Tennis Borussia Berlin, das Tor zum Endstand in der 69. Minute erzielte. Den DFB-Pokal gewann sie dreimal, wobei sie im 1984er-Finale, beim 2:0-Sieg über den VfR Eintracht Wolfsburg, den Treffer zum Endstand in der 78. Minute erzielte. Des Weiteren gewann sie mit der Mannschaft den in Taiwan 1981 und 1984 inoffiziell ausgespielten Weltpokal.

### Auswahl- / Nationalmannschaft
Dlugi-Winterberg gewann zudem als Spielerin der Auswahlmannschaft des Fußball-Verbandes Mittelrhein das erstmals am 10. Mai 1981 in Bergisch Gladbach ausgetragene Finale um den DFB-Länderpokal, der gegen die Auswahlmannschaft des Niedersächsischen Fußballverbandes mit dem 1:0-Sieg errungen wurde.
Mit Jahrgang 1948 war sie die älteste Nationalspielerin und ist bis heute auch älteste Debütantin bei der Länderspielpremiere am 10. November 1982 beim 5:1-Sieg über die Schweizer Nationalmannschaft und die Spielerin mit dem frühesten Geburtsjahr. Sie bestritt ebenfalls alle sieben im Jahr 1983 ausgetragenen Länderspiele; blieb jedoch ohne Torerfolg.

## Erfolge
- Deutscher Meister 1977, 1979, 1980, 1981, 1982, 1983, 1984,
- DFB-Pokal-Sieger 1981, 1982, 1984
- DFB-Länderpokal-Sieger 1981

## Sonstiges
Vor ihrer Zeit als Fußballspielerin war sie für den Wuppertaler SV in der Leichtathletik, für den Post SV Wuppertal im Basketball und nach dem Fußball zunächst beim TC Kranerhof, später beim TC Grün-Weiß Lennep im Tennis aktiv. An der städtischen Realschule in Radevormwald unterrichtete sie bis ins Jahr 2012 in den Fächern Sport und Kunst. Dlugi-Winterberg starb am 19. September 2014 an einer schweren Erkrankung.